# Crucea din Hendaye

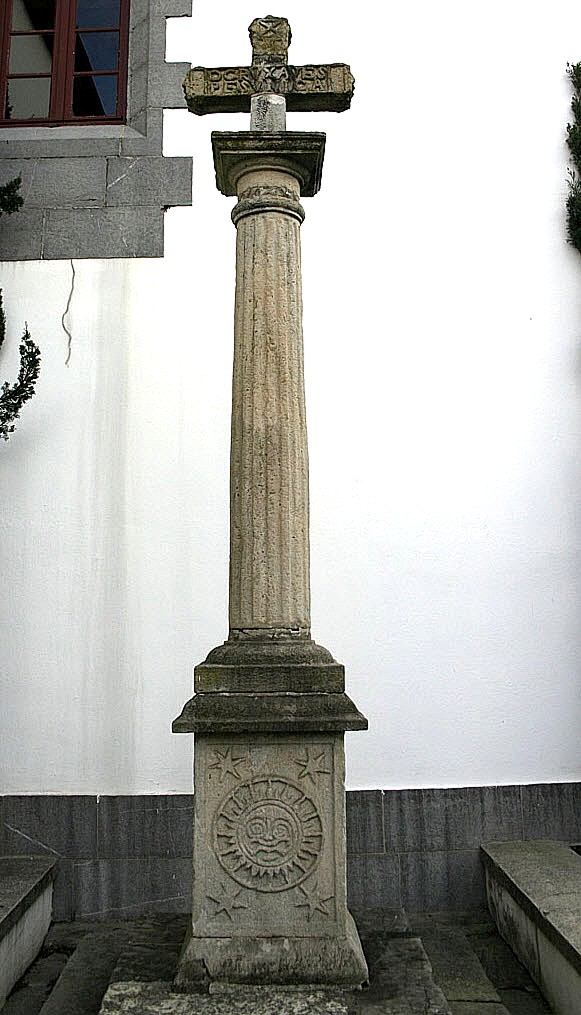
Crucea din Hendaye fotografiată dinspre vest. Se observă faţa Soarelui cu patru stele în fiecare colț

Marea Cruce din Hendaye (franceză: Croix d'Hendaye) este o cruce din piatră care se află în localitatea Hendaye din sud-vestul Franței. Pe cruce sunt desenate simboluri alchimiste despre care ocultiștii cred că ar conține informații criptate despre o viitoare catastrofă globală.

## Descriere
Se află în fața catedralei Saint-Vincent din Hendaye și are 4,6 metri înălțime. Crucea are cca. 3,6 m și stă pe un piedestal de cca. 1 m. Pe fețele piedestalului sunt gravate 4 imagini: pe partea din est este o stea, spre nord o Lună stilizată, spre vest este figura mânioasă a Soarelui cu patru stele, câte una în fiecare colț - stelele având câte 6 raze, iar pe ultima față a piedestalului se observă o formă ovală cu o cruce în centru cu litera A în fiecare colț. Literele A au bara transversală în unghi drept și nu în linie dreaptă, asemănându-se cu simbolul francmasoneriei. Potrivit cărții Misterul catedralelor de Fulcanelli, persoana care a sculptat acest monument a fost Maestru Mason. Pe piedestal se găsește o coloană grecească de 2 m înălțime, cu 17 caneluri, iar în vârful acestei coloane se află o cruce grecească. Pe partea estică a crucii grecești este scris INRI (prescurtare de la «Iesus Nazarenus Rex Iudaeorum» - «Ἰησοῦς ὁ Ναζωραῖος ὁ Bασιλεὺς τῶν Ἰουδαίων»); pe cealaltă parte scrie în latină O CRUX AVE SPES UNICA - Salut ție Cruce, singura speranță.